# Barstende leemhoed
De barstende leemhoed (Agrocybe dura) is een schimmel behorend tot de familie Strophariaceae. Hij leeft saprotroof op humus. Hij komt voor op strooisel of houtsnippers, vooral in grazige wegbermen; verder in stadsparken, plantsoenen, graslanden en loof- en gemengde bossen, meestal op voedselrijke bodem of op enigszins gestoorde of ruderale plaatsen.

## Kenmerken

### Uiterlijke kenmerken
Hoed
De hoed bereikt een diameter van 3–7(–10) cm. In eerste instantie is het bijna halfrond van vorm, later wordt het vlak convex en heeft het een gebogen rand. Op oudere leeftijd is het plat uitgespreid. De kleur varieert van crèmewitachtig tot licht okergeel. Op minder beschermde locaties kan het ook leerachtig geel worden. Het oppervlak is glad, maar vaak gespleten. Bij vochtig weer is het wat vettig. De rand van de hoed is lang gebogen en bedekt met donzig, velum. KOH op het hoedoppervlak geeft een negatieve of gele reactie.
Lamellen
De lamellen, aanvankelijk beige getint, kleuren later aardsbruin. Ze zijn aan de hoed bevestigd en zijn doorgaans bolvormig (waardoor de hoed in de lengterichting gezien een elliptische vorm krijgt). 
Steel
De steel is 4–8 cm lang en 5–10 mm dik. Het is witachtig van kleur en wordt naarmate het ouder wordt enigszins bruinachtig naar de basis toe. Een zwak ontwikkelde ringzone is van voorbijgaande aard. Als het hele velum aan de hoed blijft zitten, ontstaat er soms helemaal geen ring. 
Vlees
Het vlees is witachtig. Het ruikt onopvallend paddenstoelachtig en licht melig als je erin knijpt; de smaak is net zo licht kruidig.
Sporenprint
De sporenprint is bruin.

### Microscopische kenmerken
De basidia zijn meestal 4-sporig en soms 2-sporig en meten 25-35 x 7,0-12,0 micrometer. De sporen zijn 10–14 x 6,5–7,5 micrometer groot. Hun kleur is bruin/oranje in KOH en bruin in Melzers reagens. De cheilocystidia zijn utriform tot breed utriform en meten 35–60 x 10–25 µm. Pleurocystidia zijn dunwandig, kleurloos of met gelige inhoud en meten 35-50 x 20-24,5 x 15-16,5 micrometer. Pileipellis is hymeniderm met een dikte van 40-60 micron, bestaande uit rechtopstaande knotsvormige tot cilindrische elementen van met lichtgeel intracellulair of soms korstvormend pigment. Subpellis bestaande uit afgeronde rechthoekige elementen van 15-30 x 19,0-17 pm, geleidelijk overgaand in pileitrama.

## Verspreiding
De barstende leemhoed is wijdverspreid in Noord-Amerika (VS), Europa, Noord-Afrika (Canarische Eilanden, Marokko) en Oost-Azië (Oost-Siberië, Japan). In Europa strekt het gebied zich uit van Spanje in het noorden tot de Hebriden, via Frankrijk en Denemarken tot Zweden en Rusland en in het zuiden tot Sardinië, Italië en Roemenië.
In Nederland komt de barstende leemhoed vrij zeldzaam voor.